# Бахаме на Светском првенству у атлетици на отвореном 2017.
Бахаме су учествовали на Светском првенству у атлетици на отвореном 2017. одржаном у Лондону од 4. до 13. августа. Ово је било њихово шеснаесто првенство, односно учествовали су на свим светским првенствима одржаним до данас. Репрезентацију Бахаме представљало је 21 спортиста (10 мушкараца и 11 жена), који су се такмичили у 13 дисциплина (6 мушких и 7 женских).,
На овом првенству Бахаме су по броју освојених медаља делили 22. место са 2 освојене медаље (1 сребрна и 1 бронзана). У табели успешности према броју и пласману такмичара који су учествовали у финалним такмичењима (првих 8 такмичара) Бахаме је са 4 учесника у финалу делио 21. место са 19 бодова.
| Плас. | Земља  | 1. место | 2. место | 3. место | 4. место | 5. место | 6. место | 7. место | 8. место | Бр. финал. | Бод. |
| ----- | ------ | -------- | -------- | -------- | -------- | -------- | -------- | -------- | -------- | ---------- | ---- |
| =21.  | Бахаме | 0        | 1        | 1        | 1        | 0        | 0        | 0        | 1        | 4          | 19   |

## Учесници
| Мушкарци: - Ворен Фрејзер — 100 м, 4 х 100 м - Терај Смит — 200 м, 4 х 100 м - Стивен Гардинер — 400 м, 4 х 400 м - Чавез Харт — 4 х 100 м - Sean Stuart — 4 х 100 м - Алонзо Расел — 4 х 400 м - Мајкл Матје — 4 х 400 м - Рамон Милер — 4 х 400 м - O'Jay Ferguson — 4 х 400 м - Доналд Томас — Скок увис | Жене: - Шони Милер Уибо — 200 м, 400 м - Тинија Гаитер — 200 м, 4 х 100 м - Антоник Стракан — 200 м, 4 х 400 м - Девин Чарлтон — 100 м препоне, 4 х 100 м - Кармиша Кокс — 4 х 100 м - Џена Амбросе — 4 х 100 м - Lanece Clarke — 4 х 400 м - Кристин Амертил — 4 х 400 м - Shaquania Dorsett — 4 х 400 м - Бјанка Стјуарт — Скок удаљ - Тамара Мајерс — Троскок |  |

## Освајачи медаља (2)

### Сребро (1)
- Стивен Гардинер — 400 м

### Бронза (1)
- Шони Милер Уибо — 200 м

## Резултати

### Мушкарци
| Атлетичар                                              | Дисциплина | Лични рекорд | Предтакмичење    | Предтакмичење    | Квалификације         | Квалификације | Полуфинале            | Полуфинале            | Финале                | Финале       | Детаљи |
| Атлетичар                                              | Дисциплина | Лични рекорд | Резултат         | Место            | Резултат              | Место         | Резултат              | Место                 | Резултат              | Место        | Детаљи |
| ------------------------------------------------------ | ---------- | ------------ | ---------------- | ---------------- | --------------------- | ------------- | --------------------- | --------------------- | --------------------- | ------------ | ------ |
| Ворен Фрејзар                                          | 100 м      | 10,14        | 10,30 КВ         | 3. у гр. 4       | 10,42                 | 7. у гр. 6    | Нису се квалификовали | Нису се квалификовали | Нису се квалификовали | 38 / 44 (62) |        |
| Терај Смит                                             | 200 м      | 20,25        |                  |                  | 20,77                 | 5. у гр. 1    | Нису се квалификовали | Нису се квалификовали | Нису се квалификовали | 34 / 46 (50) |        |
| Стивен Гардинер                                        | 400 м      | 44,26 НР     | 44,75 КВ         | 1. у гр. 4       | 43,89 НР, ЛР          | 1. у гр. 1    | 44,41                 |                       |                       |              |        |
| Ворен Фрејзер, Чавез Харт, Sean Stuart, Терај Смит     | 4 х 100 м  | 38,52 НР     | Дисквалификовани | Дисквалификовани |                       |               | Нису се квалификовали | Нису се квалификовали |                       |              |        |
| Алонзо Расел, Мајкл Матје, O'Jay Ferguson, Рамон Милер | 4 х 400 м  | 2:56,72 НР   | 3:03.04          | 6. у гр. 1       | Нису се квалификовали | 11 / 16       |                       |                       |                       |              |        |
| Доналд Томас                                           | Скок увис  | 2,37         | 2,22             | 14. у гр. А      | Нису се квалификовали | 22 / 26 (27)  |                       |                       |                       |              |        |

### Жене
| Атлетичарка                                                        | Дисциплина    | Лични рекорд | Група              | Група              | Полуфинале            | Полуфинале | Финале                                   | Финале                | Детаљи |
| Атлетичарка                                                        | Дисциплина    | Лични рекорд | Резултат           | Место              | Резултат              | Место      | Резултат                                 | Место                 | Детаљи |
| ------------------------------------------------------------------ | ------------- | ------------ | ------------------ | ------------------ | --------------------- | ---------- | ---------------------------------------- | --------------------- | ------ |
| Шони Милер Уибо                                                    | 200 м         | 21,91 НР     | 22,69 КВ           | 1. у гр. 4         | 22,49 (,490) КВ       | 1. у гр. 2 | 22,15                                    |                       |        |
| Тинија Гаитер                                                      | 200 м         | 22,54        | 22,98 (,973) КВ    | 2. у гр. 1         | 22,85 (,850) кв       | 2. у гр. 1 | 23,07                                    | 8 / 46 (49)           |        |
| Антоник Стракан                                                    | 200 м         | 22,32        | 23,23              | 3. у гр. 6         | 23,21 (,207)          | 5. у гр. 2 | Нису се квалификовале                    | 16 / 46 (49)          |        |
| Девин Чарлтон                                                      | 100 м препоне | 12,74        | 13,02 КВ           | 4. у гр. 3         | 12,95                 | 6. у гр. 3 | Нису се квалификовале                    | 13 / 39 (40)          |        |
| Девин Чарлтон, Кармиша Кокс, Џена Амбросе, Тинија Гаитер           | 4 х 100 м     | 41,92 НР     | Нису завршиле трку | Нису завршиле трку |                       |            | Нису се квалификовале                    | Нису се квалификовале |        |
| Lanece Clarke, Кристин Амертил, Антоник Стракан, Shaquania Dorsett | 4 х 400 м     | 3:26,36 НР   | Нису завршиле трку | Нису завршиле трку |                       |            | Нису се квалификовале                    | Нису се квалификовале |        |
| Бјанка Стјуарт                                                     | Скок удаљ     | 6,83 НР      | 5,91               | 14. у гр. Б        | Нису се квалификовале | 28 / 30    |                                          |                       |        |
| Тамара Мајерс                                                      | Троскок       | 14,03        | 13,41              | 13. у гр. Б        | Нису се квалификовале | 24 / 26    | Архивирано на веб-сајту (5. август 2018) |                       |        |